# Strychnine (groupe)
Pour les articles homonymes, voir Strychnine (homonymie).
Strychnine est un groupe de punk rock français, originaire de Bordeaux, en Gironde. Formé en 1976, il disparaît cinq ans plus tard pour être réactivé en 2008.

## Biographie

### Première période
Strychnine est un des premiers groupes de rock français, originaire de Bordeaux, en Gironde, à emboiter le pas de la vague punk rock qui déferle alors en Angleterre. Le groupe se compose de cinq copains qui fréquentent le lycée François Magendie à Bordeaux et qui répètent dans un local de la rue Buhan. Ils choisissent le nom de leur groupe en référence à un titre des Sonics. Au mois d'août 1977 a lieu dans la ville voisine de Mont-de-Marsan le deuxième festival punk, de l'histoire de France. Strychnine a le privilège d'y participer et monte sur scène juste avant les Clash. 
En mai 1978, le groupe sort Le Suspect, un premier 45 tours auto-produit, puis part dans le Val-d'Oise, près de Paris, au Château d'Hérouville où les cinq punk rockers bordelais enregistrent leur premier album intitulé Jeux cruels. Durant trois années, Strychnine va partir en tournée et sillonner la France entière. Le groupe fait également une apparition au cinéma en 1980 dans le film La Bande du Rex. Leur deuxième album, Je veux, enregistré au mois de janvier 1981 au studio Aquarius de Genève, sort en France, mais le groupe se sépare un an plus tard, après un ultime concert à Bordeaux.
Christian Lissarrague aka Kick (chant) poursuit une carrière solo avant de rejoindre Ze6. Jean-Claude Bourchenin rejoindra Les Standards puis Gamine ainsi que les formations Balls of Confusion, Mam Cedo Gang, Metakaputch, La poupée Barbue, Mustang Twisters et le DJ Cristof Salzac.

### Retour
Strychnine se reforme en 2008 autour du chanteur et du batteur. À la fin 2009, Strychnine rentre en studio pour enregistrer un nouvel album, Tous les cris, qui sort en avril 2010 chez Julie Production (qui produit notamment le groupe punk rock montpelliérain Stalingrad). D'autres projets sont en cours, le groupe étant depuis réduit à trois : Christian Lissarrague, Jean-Claude Bourchenin et Luc Robène. Au début de 2013, un nouvel album, Le Sens de la pente, contenant notamment les inédits de la période Kick - Kick 'n' ze 6 - Ze6 voit le jour.

## Membres

### Membres actuels
- Christian Lissarrague (Kick) - chant[10]
- Jean-Claude Bourchenin  (Boubou ou Luc Maldoror) - batterie[10]
- Luc Robène[11] - guitare[10]
- David Daugey - basse[1]

### Anciens membres
- Claude Ghighi - guitare[10]
- Francis Tisné - basse[10]
- Jean-Pierre Sire - guitare[10]
- Richard Brousse (Richard Spleen) - basse[10]

## Discographie

### Albums studio
- 1980 : Jeux cruels (Disc'Az)
- 1981 : Je veux (Disc'Az)
- 2010 : Tous les cris
- 2013 : Le Sens de la pente

### EP
- 1978 : Le Suspect (45 tours ; Oxygène)

### Compilations
- 2006 : Amour dehors 1976-1981 (Bordeaux Rock)
- 2009 : Live à Brest 1981 (album live ; Radioactivity)